# Parosela glandulosa
Parosela glandulosa là một loài thực vật có hoa trong họ Đậu. Loài này được (Blanco) Merr. mô tả khoa học đầu tiên năm 1910.